# Zollburg

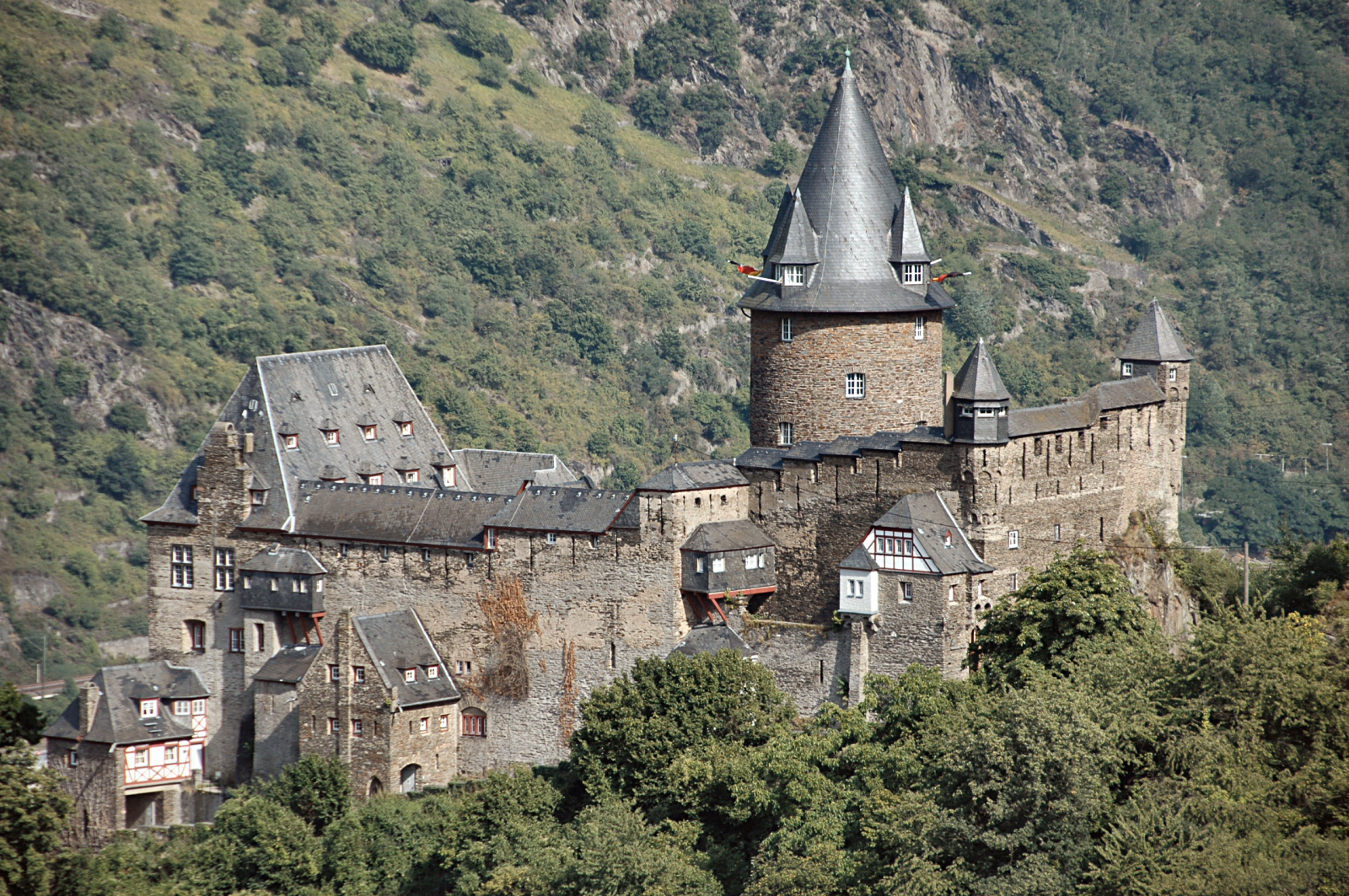
Die Zollburg Stahleck in Bacharach

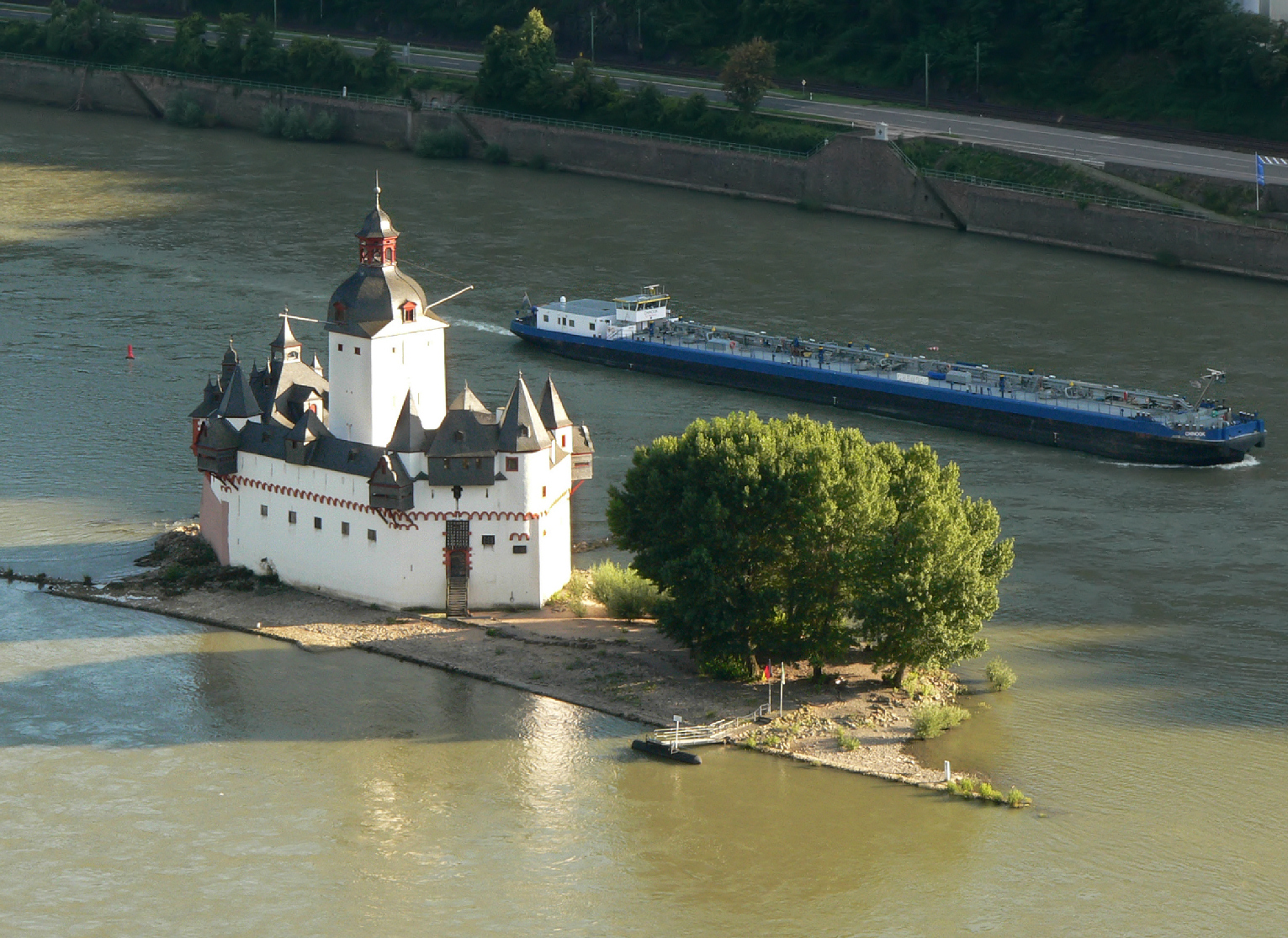
Die Burg Pfalzgrafenstein im Rhein bei Kaub

Eine Zollburg ist eine Burganlage, die im Mittelalter und der Frühen Neuzeit eine Zollstation sichern und überwachen sollte. Sie stand deshalb immer in deren Nähe an wichtigen Fernhandelsstraßen wie zum Beispiel den Alpenpässen oder dem Mittelrhein. Eine solche Burg war meist strategisch günstig an Grenzübergängen, Flussquerungen oder Bergpässen gelegen, damit die Zolleinziehung nicht umgangen werden konnte (Straßenzwang), und verfügte über bewaffnete Wachen. Die eigentliche Zolleinnahmestelle lag zu ihren Füßen an der Straße bzw. dem Fluss, so etwa beim Mautturm St. Martin im Mühlkreis, und war oft durch Mauern mit der Wehranlage verbunden oder war zur Talsperre ausgebaut. Flüsse wurden auch durch Eisenketten gesperrt. 
Zollburgen unterstanden dem jeweiligen Landesherrn oder einem von diesem mit der Erhebung des Zolls belehnten oder beauftragen Vasallen oder Ministerialen und nahmen, wie zum Beispiel die Burg Stahleck über Bacharach am Rhein, meist auch noch andere administrative und repräsentative Aufgaben wahr. Es gab jedoch auch reine Zollburgen, wie z. B. Karlsfried bei Zittau oder die im Rhein gelegene Burg Pfalzgrafenstein bei Kaub, die ausschließlich der Erhebung eines Wegzolls bzw. Schiffszolls diente. Es gab im Mittelalter keine Grenzzölle, sondern nur Abgaben für die Benutzung einer bestimmten Straßen- oder Flussstrecke und Brückenzoll. 
Ursprünglich in der Hand des Königtums, wurde das Recht von Zoll und Geleit (lat. conductus et theloneum) im Heiligen Römischen Reich als Lehen oder Pfand des Reiches oder eines Landesherrn von burgsässigen Grundherren ausgeübt, welche einen Anteil für sich behielten, der für sie eine wichtige Einnahmequelle darstellte. Aber längst nicht jede Burg, die sich nahe einer Fernstraße erhob, war mit dem Recht von Zoll und Geleit ausgestattet, umgekehrt gab es auch Straßen, deren Geleitrecht mit den Zolleinnahmen an eine weit entfernte Burg gebunden war. Die Straßenzölle fanden ihre Begründung in der Verpflichtung der Zollherren, für Reisekomfort, den Unterhalt der Brücken und Wege sowie für den Schutz vor Wegelagerern zu sorgen.
Beim Erheben des Wegzolls gab es aber keine bindenden Vorschriften, weshalb oft Willkür herrschte. Der Übergang vom Zoll zum Raub (siehe: Raubritter) war gleitend.